# ノートルダム清心中学校・高等学校

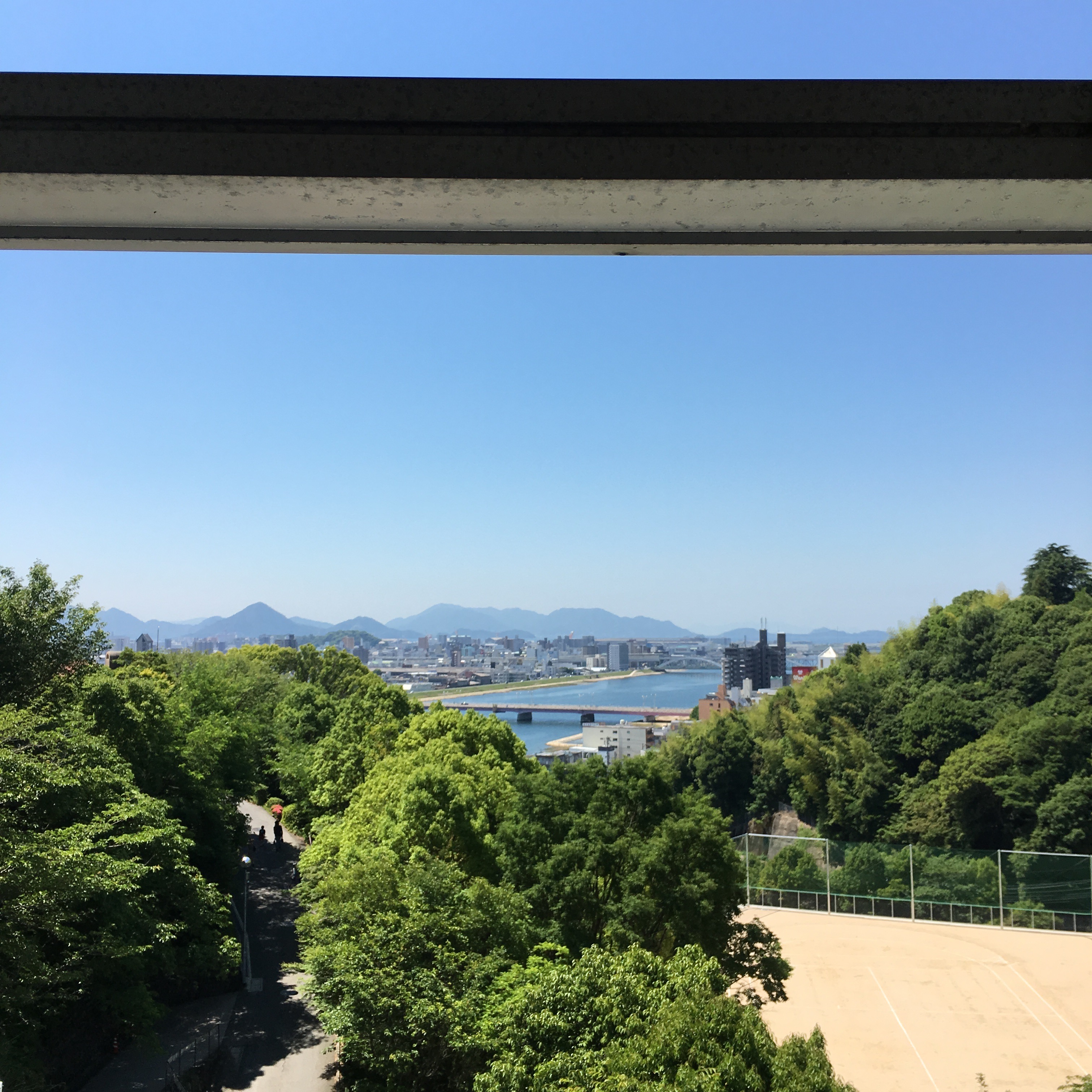
校舎から校庭と太田川放水路を見る。瀬戸内の島々まで眺望できる。

ノートルダム清心中学校・高等学校（ノートルダムせいしん ちゅうがっこう・こうとうがっこう）は、広島県広島市西区に所在し、中高一貫教育を提供する私立女子中学校・高等学校。
高等学校において生徒を募集しない完全中高一貫校。
カトリックの教えを基にした単科教育が行われている。

## 沿革
ナミュール・ノートルダム修道女会は戦後、原爆で焦土となった広島に学校を建設しようと計画した。校地は、二葉の里（現在の東区二葉の里）にあった旧軍用地を1万坪払い下げ、建設される予定であった。1948年9月には、第一期から第三期工事の青写真も完成していた。この計画では、2階建ての校舎3棟、事務館、講堂、寄宿舎、修道院の7つの棟を回廊で結び、中庭の周りを円形に張り巡らされる予定だった。さらに、その南側にはトラックを含む運動場や飛び込み台付きの50メートルプールなども予定されれいた。これは、当時としては豪華な計画であった。しかし、予定していた土地が引揚者用住宅建設団地とするため、着工間際でこの計画は取りやめとなった。なお、現在この地域は光が丘の高級住宅街となっている。
その後、建設地を己斐にすることが決まり、翌1949年10月14日に設計図が完成した。地形の影響もあり、規模は二葉の里の計画に比べ半分ほどのものとなってしまった。しかし、今回も工期を第一期から第三期まで分けることとなった。第一期工事は、木造二階建て1棟の中学校舎と高校校舎を着工するという内容で、中高校舎が同時に建設された。総建築費は34400万円だった。これは当時としてはかなりの額であったが、ノートルダム会のウォルサム管区から寄付された。
1949年には中学設立が認可された。1950年を迎え、徐々に開校の準備が整い生徒を募集することとなり、多くの小学校で志願者の誘致を行った。結果、341名もの志願者を集めることに成功し、3月22日に第一回入学試験が行われた（試験科目は国語、算数、面接）。当時、校舎は未完成だったので試験は幟町小学校と幟町教会を借りて行った。試験問題は、岡山の清心中学校・清心女子高等学校で作成されたものを使用した。結果、4月12日に1期生145名が入学した。
1期生は1953年に高校に進学し、高校が設立された。1961年には短期大学（ノートルダム清心女子短期大学）が設置されたが、2003年に廃学となった。

### 年表
- 1949年3月26日 - 設立認可。（初代校長、シスター・メアリー・コスカ）[6]
- 1950年 - 岡山を本拠に活動していたノートルダム修道女会によって設立[6]。
  - 3月22日 - 第一期生入学試験を幟町小学校で行う。341名が志願[6]。
  - 4月12日 - 第一回中学入学式。145名が入学[6]。
  - 11月3日 - 第一回運動会[6]。
- 1951年
  - 2月28日 - 学校法人ノートルダム清心学園認可[6]。
  - 3月12日 - 全登記完了[6]。
- 1952年
  - 1月18日 - 第2代校長にシスター・ローズ・キャスリンが就任[6]。
  - 3月 - 第一回音楽祭[6]。
  - 5月3日 - 高校校舎建設地を地ならし[6]。
  - 10月 - 高校校舎の建設基礎工事がスタート[6]。
- 1953年
  - 3月9日 - 第一回中学卒業式[6]。
  - 3月23日 - 高校設立認可[6]。
  - 4月9日 - 第一回高校入学式[6]。
  - 11月6日～11月7日 - 新校舎祝別式・落成式[6]。
- 1954年
  - 9月25日 - 学園新聞創刊号発行[6]。
- 1955年
  - 9月8日 - 高校生徒会発足[7]。
  - 11月16日 - シスター・ローズ・キャスリン岡山に転任のため、第3代校長にシスター・アロイーズが就任[7]。
  - 12月10日 - 修道院祝別式[7]。
- 1956年
  - 1月29日 - 第一回文化祭[7]。
  - 3月15日 - 第一回高校卒業式。1期生141名が卒業[7]。
  - 1学期中 - 父兄会が発足[7]。
  - 11月 - 中学校の上着制定[7]。
- 1957年10月 - 高校の上着制定[7]。
- 1958年2月11日 - 運動場拡張工事[8]。
- 1960年
  - 1月1日 - 貯蓄組合完成[8]。
  - 3月 - 校旗ができる[8]。
  - 4月 - 学校安全会に加入[8]。
  - 5月 - 10周年記念誌完成[8]。
  - 8月 - 記念館着工[8]。
- 1961年
  - 2月10日 - 短大設立認可[8]。
  - 4月22日 - 短大校舎（記念館）落成[8]。
  - 夏の制服制定[8]。
  - シスター・アロイーズ転任のため、第4代校長にシスター・モニカ（辻海松子）が就任。[要出典]。
- 1963年
  - 4月 - 清友会(中学生徒会)発足[9]。
  - 11月20日 - 地区会発足[9]。
- 1965年
  - 4月10日 - 新校舎建設計画特別委員会が発足[9]。
  - 5月22日 - 創立15周年記念行事を開催[9]。
- 1966年
  - 1月9日 - 中学校校舎焼失。新年度はプレハブの仮校舎での授業となった[10]。
  - 7月16日 - 新校舎起工式[10]。
- 1967年
  - 9月4日 - 新校舎落成[10]。
  - 12月2日 - 体育館建築工事着工[10]。
- 1968年9月13日 - 体育館落成[10]。
- 1969年
  - 8月4日～8月8日 - 芸北林間教育場を開設[10]。
  - 創立者マザー・ジュリーが聖人に認められる[10]。
- 1970年4月 - シスター・モニカがナミュール・ノートルダム修道女会の日本管区長就任のため、第5代校長にシスター・ゲルトルート(辻弘子)が就任[11]。
- 1975年
  - 1月1日 - 高校の校名改称[12]。
  - 5月24日 - 創立25周年記念行事を開催[12]。
  - 保護者会の名称が「翠松会」となる[12]。
- 1976年4月 - 第6代校長シスター・鈴木惠子就任[12]。
- 1977年4月 - 高校のクラブ活動が任意となる[12]。
- 1978年5月27日～5月28日 - 文化祭とバザーをかけ合わせた「学園祭」がはじめて開催される[12]。
- 1981年5月 - 新校舎増築工事着工[13]。
- 1982年
  - 4月 - 中学4学級編成開始[13]。
  - 5月7日 - 新校舎落成式を挙行[13]。
- 1986年10月6日 - 芸北教育場ユリア館落成し、式典が行われる。以降、中学校の林間学校などに利用される[14]。
- 1990年 - 創立40周年。制服がほぼ今の形に。
- 1991年 - 第7代校長シスター・小谷恭子就任。
- 1992年 - 旧体育館の取り壊し工事開始。体育館新築工事起工式。
- 1993年10月- 新体育館落成[15]。
- 1997年8月 - 第一次改修工事（中学校舎）[15]。
- 2002年 - 併設のノートルダム清心女子短期大学が募集停止。
- 2003年 - ノートルダム清心女子短期大学が廃学。空き校舎や食堂を中高が利用するようになる。
- 2004年4月 - クビリーホール開館[15]。
- 2007年4月 - 併設型中高一貫教育校に改組[15]。
- 2005年 - シスター・小谷恭子が岡山に転任のため、第7代校長に今崎成志が就任。
- 2018年2月 - ノートルダムホール落成[15]。
- 2018年 - 第8代校長に神垣しおりが就任。
- 2024年- 第9代校長に永山弘が就任。
- 2025年 - 3学期制から2学期制になる。

## 象徴

### 教育理念
「心を清くし、愛の人であれ」

### 校歌
作詞は澤瀉久孝。原詞は頼稠子。作・編曲は蒔田尚昊。

### 校章
青色の鏡の上に、ナデシコの花が浮き、その上に「清」の文字と、NDの頭文字が記されているものである。青い色は、聖母マリアにささげられたもので透明な澄みきった清らかさを表している。なでしこは、生命力が強く「人に目立つものでなくても、各自の持ち味を精一杯生かしながら、真理と理想に向かって信念をもって歩んでいくことができるように」という願いがこもっている。

### 制服
創立当時の1950年は戦後すぐで、社会全体が貧しかったため「制服」として定められたものはなかった。そのため、生徒たちの制服は、当時のシスターや先生がすべて手作りしていた。数年後には、作業を生徒たちが行うようになり上級生は下級生のためにたくさんの制服を手縫いしていた。
やがて、生徒たちは家庭科の授業で制服を自分で作るようになり、この伝統は17期生の時まで続いた。
現在の高校1年生以上の制服は、30年ほど前に美術科・家庭科の教職員が中心となって構成された制服検討委員会で練り上げたものであり、清楚で落ち着いた印象の作りになっている。中高とも冬服は濃紺のワンピース、夏服はジャンパースカートである。ブラウスや靴下などが、高校生はマリアの色である水色で、中学生は質素・清楚を表す白色となっている。
また、2019年入学の70期生からは、着心地のよいように素材を見直した新しい制服が採用されている。旧制服にあった腰回りのベルトをなくし、冬服には新しくジャケットを採用し、ジャンパースカートの左胸には、コーラルブルーの「ND」の文字が刺繍で入れられるようになった。

## 学校生活
生徒は広島県、山口県の広い範囲から通学してくる。特に広島市内からの通学が多く、中でも南区は約210人と一番多くなっている。
学校はは山の上に立地しているため、生徒は毎朝坂を上って登校する。この坂は、通称「大根坂」と呼ばれる。
8時30分にショートホームルーム、健康チェックが始まる。8時45分から1時限目が始まり、12時35分に昼休みに入る。6時限目の終了後（学年、文理選択によっては7限目まで）、15分間掃除を行い終礼にになる。放課後は部活動などを行い、4～9月は17時30分、10～3月は17時10分完全下校になる。（ただし、高II高Ⅲは希望すれば学校の自習室を19時まで使うことができる。）中学3年間は、月曜日の放課後に、全員必修でクラブ活動を行う。高校になるとクラブ活動は任意になるが8割ほどの生徒はクラブを続けている。
中学2年生は7月に四国研修旅行、中学3年生は長崎研修旅行、高校1年生は沖縄研修旅行などの宿泊行事がある。学園祭は5月、体育祭は9月に行われる。

## 部活動
中学生はクラブ必修。毎週月曜日の放課後が必修時間とされている。高校生は任意参加。ただし、同好会に参加することができる。
また、これとは別に学園祭のために活動する高校生のみの「特別参加単位」がある。
部活動とは別に委員会活動も盛んである。

### 部活動一覧
多彩なクラブが存在しており、活動も熱心である。
2005年度はディベート部・囲碁部・書道部・文芸部・古典文学研究部・クラシックギター部・高校箏曲部が全国大会出場、また高校演劇部・中学音楽部・高校合唱部・高校水泳部が中国大会に出場している。
- カトリック研究会

カトリック研究会はクラブとも委員会とも異なった別の組織であり、信者にかぎらず誰でも入ることができる。
毎週金曜日の放課後が活動時間にあてられており、この時間は他のクラブ活動も禁止である（例外の期間も存在する）。

#### 文化部
- ○中学演劇部
- ○高校演劇部
- ●理化学部
- ▽囲碁部
- ●生物部
- ●中高地学部
- ○中学放送部
- ○高校放送部
- ●新聞部
- ●中高弦楽部
- ○中学音楽部
- ○高校合唱部
- ●中高箏曲部
- △ESS（英語部）
- ○中学調理部
- ○高校調理部
- ●手芸部
- ●茶道部
- ●書道部
- ○中学美術部
- ○高校美術部
- ●文芸部
- ●古典文学研究部
- ●中高クラシックギター部
- ●中高社会部
- ▽カメラ部
- ▽ディベート部
- ▽手話部

#### 体育部
- ●中高ソフトテニス部
- ●中高バレーボール部
- ●中高バスケットボール部
- ●中高卓球部
- ○中学山岳部
- ○高校山岳部
- ●中高水泳部
- ●中高剣道部
- ●中高陸上部

#### 同好会
- ▽P-step
- ▽白雪音楽隊
- ▽マンガ同好会
- ▽クイズ同好会
- ▽ダンス同好会
- ▽プログラミング同好会INTEC

●…中高での活動、○…中高分かれての活動、△…中学だけの活動、▽…高校だけの活動　
（2025年4月現在）

## 委員会活動
中学校
- 審議委員会
- クラス委員会
- 風紀委員会
- NDA(ノートルダム・アクション)委員会
- 美化委員会
- 図書委員会

高校
- 審議委員会
- 選挙管理委員会
- 事務局
- HR委員会
- 生活委員会
- NDA委員会
- 美化委員会
- 図書委員会

中高合同
- 学園祭実行委員会
- 体育祭実行委員会

（2025年度時点）

## 施設
- ノートルダムホール：2018年2月に落成。講堂、小聖堂（1階）、進路指導室（2階）、図書館（3階）、大講義室などを備える。
- 体育館：赤い屋根の体育館で1993年落成。
- 屋内温水プール
- MM教室：50台のパソコンが並ぶ。情報の授業などで使用されている。
- 食堂
- ユリア館：北広島町土橋にある施設で、林間学校などの際に使用されている[23]。

## 著名な出身者
- 范文雀（女優）
- 田丸公美子（作家・イタリア語通訳）
- 中川信子（言語聴覚士）
- 高橋淑子（細胞生物学者）
- 田代杏子（NHKアナウンサー）
- 西川美和（映画監督）
- 石橋今日美（映画評論家）
- 荒谷知穂（元広島ホームテレビアナウンサー）
- 杉野希妃（女優、映画プロデューサー）
- いまおかゆう子（パーソナリティ）
- 大村眞利枝（女優）
- 坂本佳栄子（キャスティング・ディレクター）
- 中塩美悠（フィギュアスケート選手）
- 浦本可奈子（広島ホームテレビアナウンサー）
- 石井みどり（参議院議員）
- 小御門千絵（西日本放送アナウンサー）
- 中山果奈（NHKアナウンサー）
- 井上彩香（鹿児島テレビ放送アナウンサー）
- 田村友里（中国放送アナウンサー）
- 沖野綾亜（琉球放送アナウンサー）
- 錦田愛子（慶応義塾大学法学部政治学科教授）

## 系列校
- ノートルダム清心女子大学（岡山県岡山市北区）
  - ノートルダム清心女子大学附属小学校
  - ノートルダム清心女子大学附属幼稚園
- 清心中学校・清心女子高等学校（岡山県倉敷市）
- 新潟清心女子中学校・高等学校（新潟県新潟市西区）